# Jesuitenkolleg (Kutná Hora)

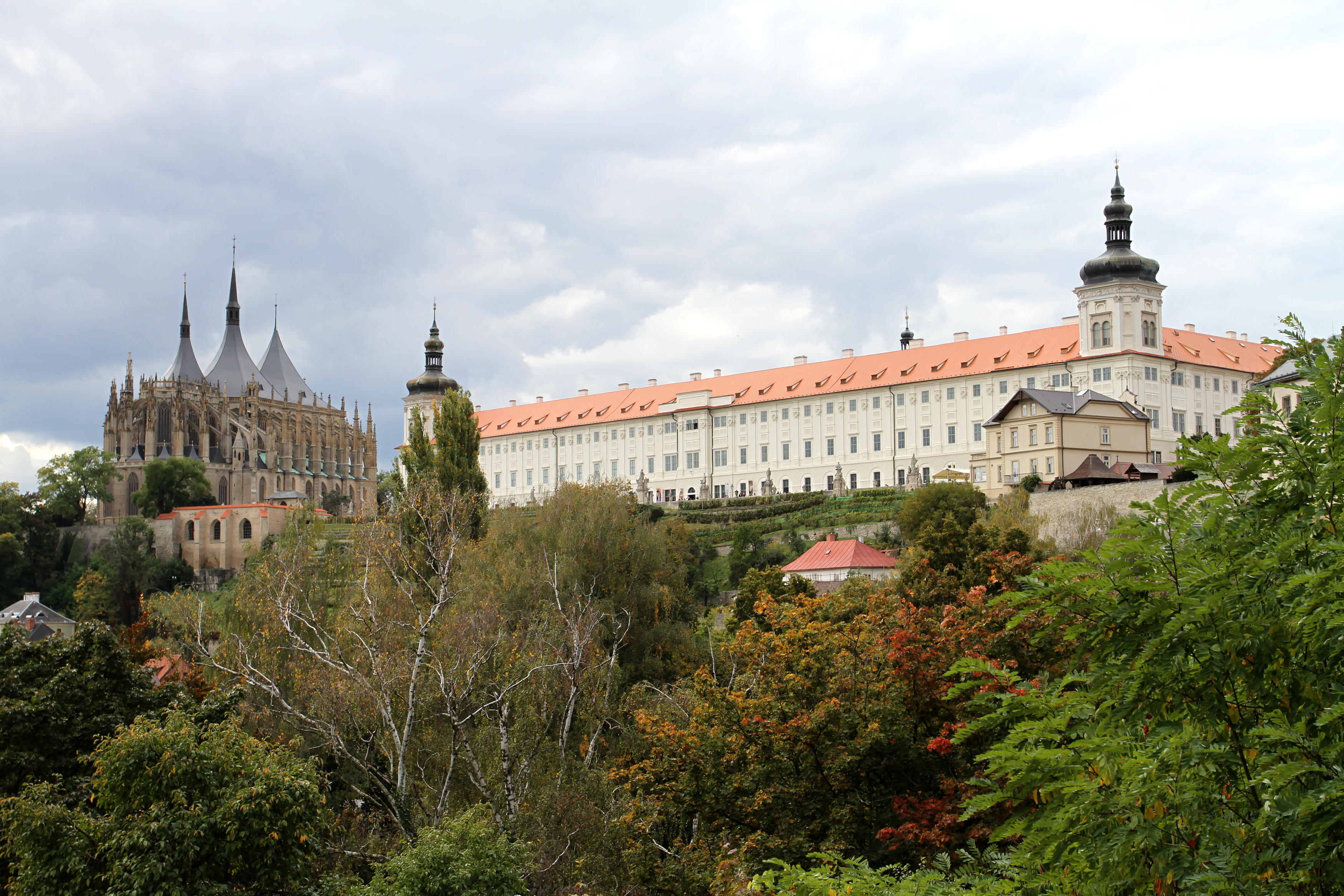
Jesuitenkolleg und Dom in Kutná Hora

Das Jesuitenkolleg in Kutná Hora (Kuttenberg) in Tschechien wurde im 17. Jahrhundert für das hiesige Kolleg der Jesuiten errichtet, das bis 1773 bestand. Das Kollegiumsgebäude, das zwischen dem Dom der heiligen Barbara und der Altstadt von Kutná Hora liegt, steht seit dem 3. Mai 1958 unter Denkmalschutz. Heute ist darin die Galerie des Bezirks Mittelböhmen (GASK, Galerie Středočeského kraje) untergebracht.

## Geschichte
Auf Betreiben des Kuttenberger Münzmeisters und eifrigen Katholiken Vilém Illburk z Vřesovic kamen die Jesuiten im Jahr 1626 in die Stadt. In den 1660er-Jahren wurde der in Wien geborene Architekt Giovanni Domenico Orsi de Orsini beauftragt, ein Gebäude mit ausreichend Platz für alle Aktivitäten des Ordens zu errichten. Erst 1678 bezogen die Jesuiten den zu großen Teilen noch unfertigen Bau. Nach dem Tod Orsis führte Carlo Lurago – beide hatten sich schon als Baumeister des Klementinums in Prag verdient gemacht – die Bauarbeiten weiter, die schließlich um 1750 abgeschlossen wurden.
Im Jahr 1773 löste Kaiser Joseph II. den Jesuitenorden in der Habsburgermonarchie auf. Der Gebäudekomplex diente anschließend der Militärverwaltung als Kaserne. 1778 wurde im Nordflügel ein Spital eingerichtet.
1944 wurde im Gebäude eine Nationalpolitische Erziehungsanstalt (Napola) eingerichtet.

## Baubeschreibung

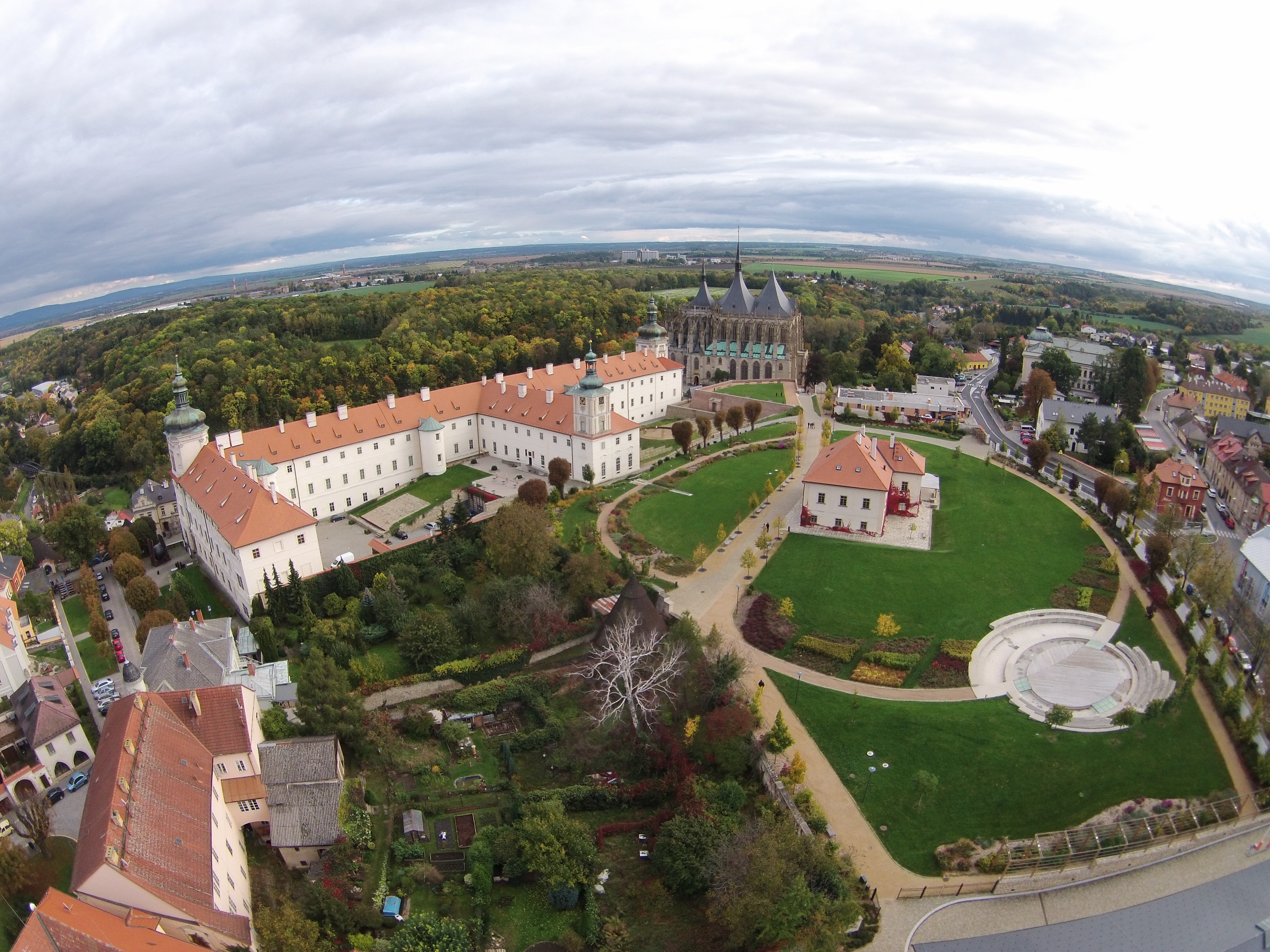
Jesuitenkolleg in Kutná Hora

Architekt Orsi hatte für das monumentale, frühbarocke Kollegiumsgebäude einen E-förmigen Grundriss gewählt. Aus finanziellen Gründen wurde aber nur der gegenwärtige F-förmige Grundriss realisiert. Später wurde das dahingehend umgedeutet, dass die „F“-Form zu Ehren der Kaiser Ferdinand II. und Ferdinand III. gewählt worden sei.
Die Architektur des Kollegs ist der jesuitischen Ordensregel entsprechend relativ schlicht, nur die Frontseite erinnert an ein frühbarockes italienisches Palais.   
Die Figuren-Galerie entlang der Ostseite des Jesuitenkollegs entstand auf einer künstlich aufgeschütteten Terrasse. Franz Baugut schuf zwischen 1703 und 1717 die Statuen  von zwölf Heiligen des Ordens, darunter auch Ignatius von Loyola und Franz Xaver, sowie des böhmischen Landespatrons, des Hl. Wenzel. Die Galerie erinnert an die beiden Figurenreihen auf der Karlsbrücke in Prag.
Einen größeren Eingriff in das Gesamtaussehen des Gebäudekomplexes bedeutete 1843 der Abriss des mittleren Turms an der Ostseite, der aus statischen Gründen erfolgte. Der überdachte freischwebende Gang vom Kolleg in den Barbaradom, der in den 1730er-Jahren errichtet worden war, wurde Ende des 19. Jahrhunderts entfernt.

## Persönlichkeiten
- Bedřich Bridel (1619–1680), Schriftsteller, Professor am Kolleg